# Пам'ятник Тарасові Шевченку (Луцьк)
Пам'ятник Тарасу Шевченку в Луцьку — монумент, споруджений у 1995 році на проспекті Волі, перед головним корпусом університету імені Лесі Українки. Монумент належить до найвідоміших пам'ятників Кобзарю на Волині. Має охоронний номер 692 як об'єкт монументального мистецтва місцевого значення.

## Історія
Питання встановлення пам'ятника Тарасові Шевченку в Луцьку порушували ще у 1980-х роках. Міська рада виділила під монумент ділянку, освятили камінь під будівництво на території сучасного собору Холмської ікони Божої Матері.
Проте було ухвалено рішення перенести пам'ятник у більш репрезентативне місце — перед головним корпусом університету, який, іронічно, носить ім'я Лесі Українки. Пам'ятник було відкрито у 1995 році. Його спорудили на пожертви мешканців міста.

## Архітектурна характеристика
Автори монумента — скульптор Едвард Кунцевич та архітектори Олег Стукалов і Андрош Бідзіля. Фігура Шевченка зображена у повний зріст, постать задумлива й сувора, Кобзар дивиться донизу, що вирізняє його серед інших пам'ятників поетові.

## Розміщення та туристичне значення
Пам'ятник розташований у центрі міста на проспекті Волі, поблизу університету. До нього можна дістатися з вулиць Винниченка, Шопена або з боку вулиці Степана Бандери.
Розташування двох головних монументів Луцька стало причиною численних дискусій: пам'ятник Шевченку стоїть навпроти вишу, названого на честь Лесі Українки, а її пам'ятник розміщено перед театром імені Шевченка. Ідеї про можливе перенесення монументів неодноразово обговорювали, однак міська влада вважає такі проєкти фінансово недоцільними.

## Освітлення пам'ятника
У 2020 році в межах програми з підсвічування міських об'єктів пам'ятник Тарасу Шевченку отримав сучасне освітлення. За словами першого заступника міського голови Григорія Недопада, якісне підсвічування «повністю змінює загальний вигляд локації в нічний час».

## Інцидент
У ніч на 25 березня 2019 року пам'ятник було розмальовано вандалами. На постаменті з'явився напис російською мовою «Луцк мёртв». Громадськість засудила акт вандалізму, а напис було оперативно видалено.

## Галерея

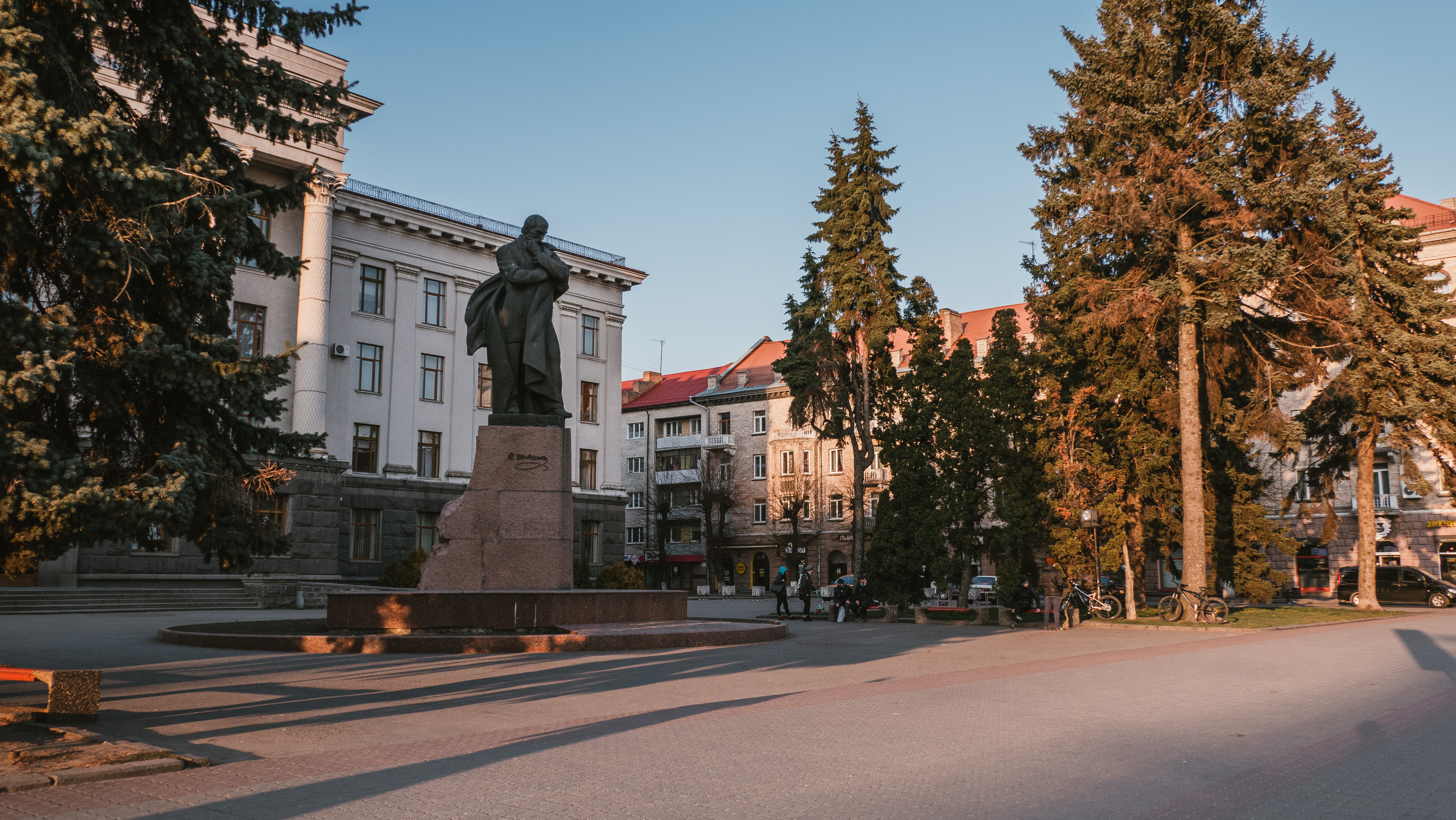
Фронтальний вигляд пам’ятника
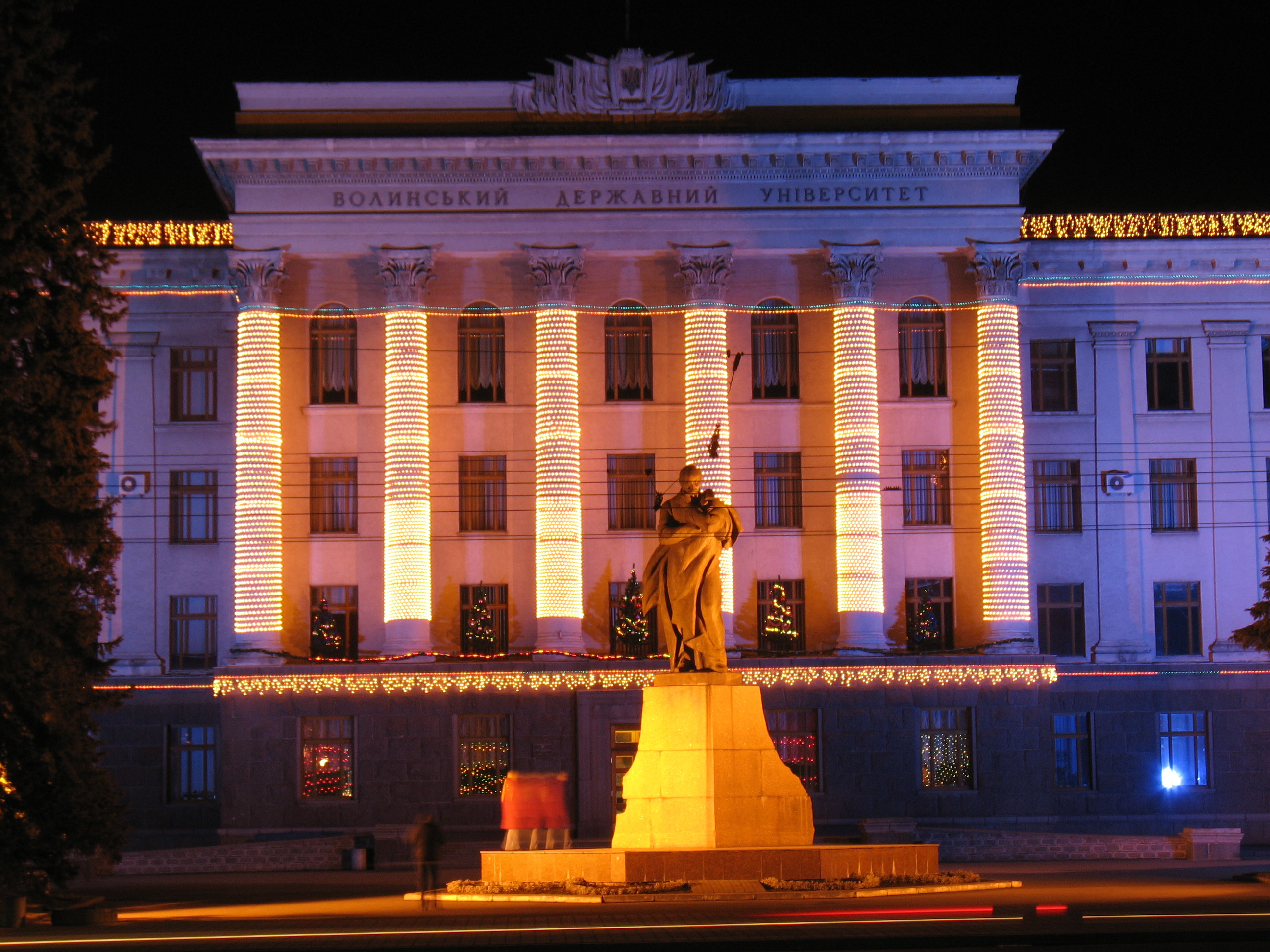
Пам’ятник та будівля СНУ вночі
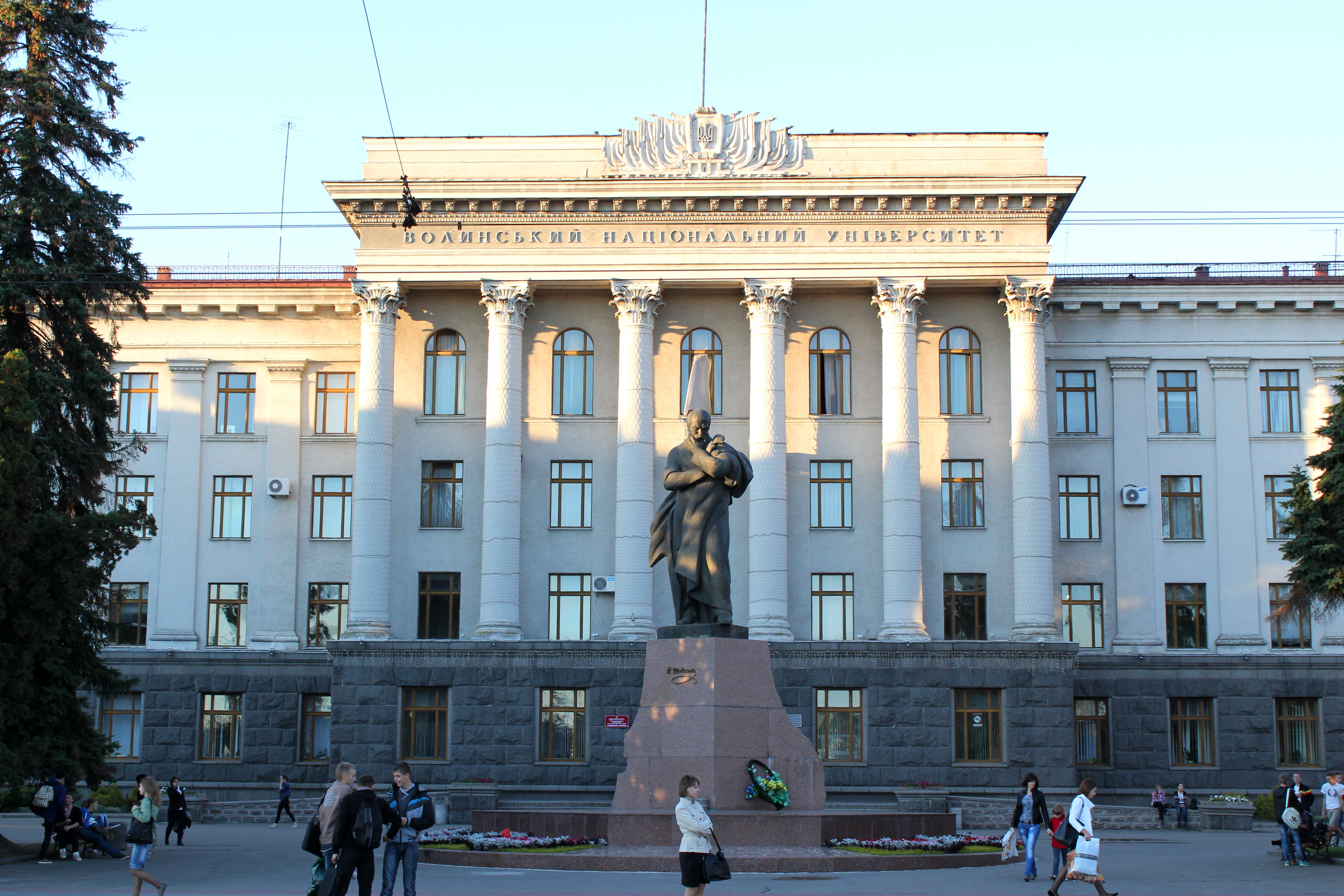
Історична будівля поблизу пам’ятника
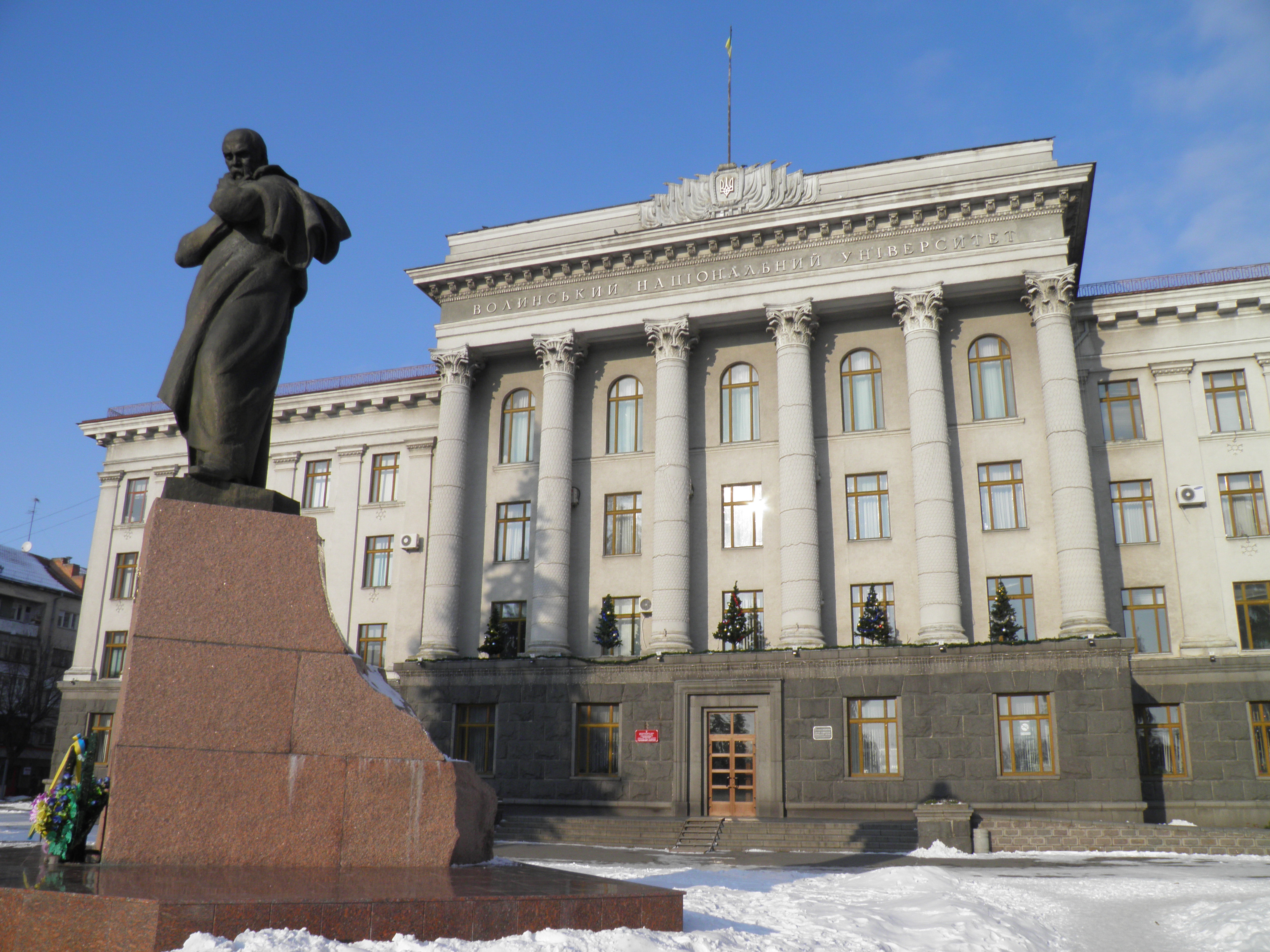
Головний корпус СНУ імені Лесі Українки і пам'ятник Кобзарю
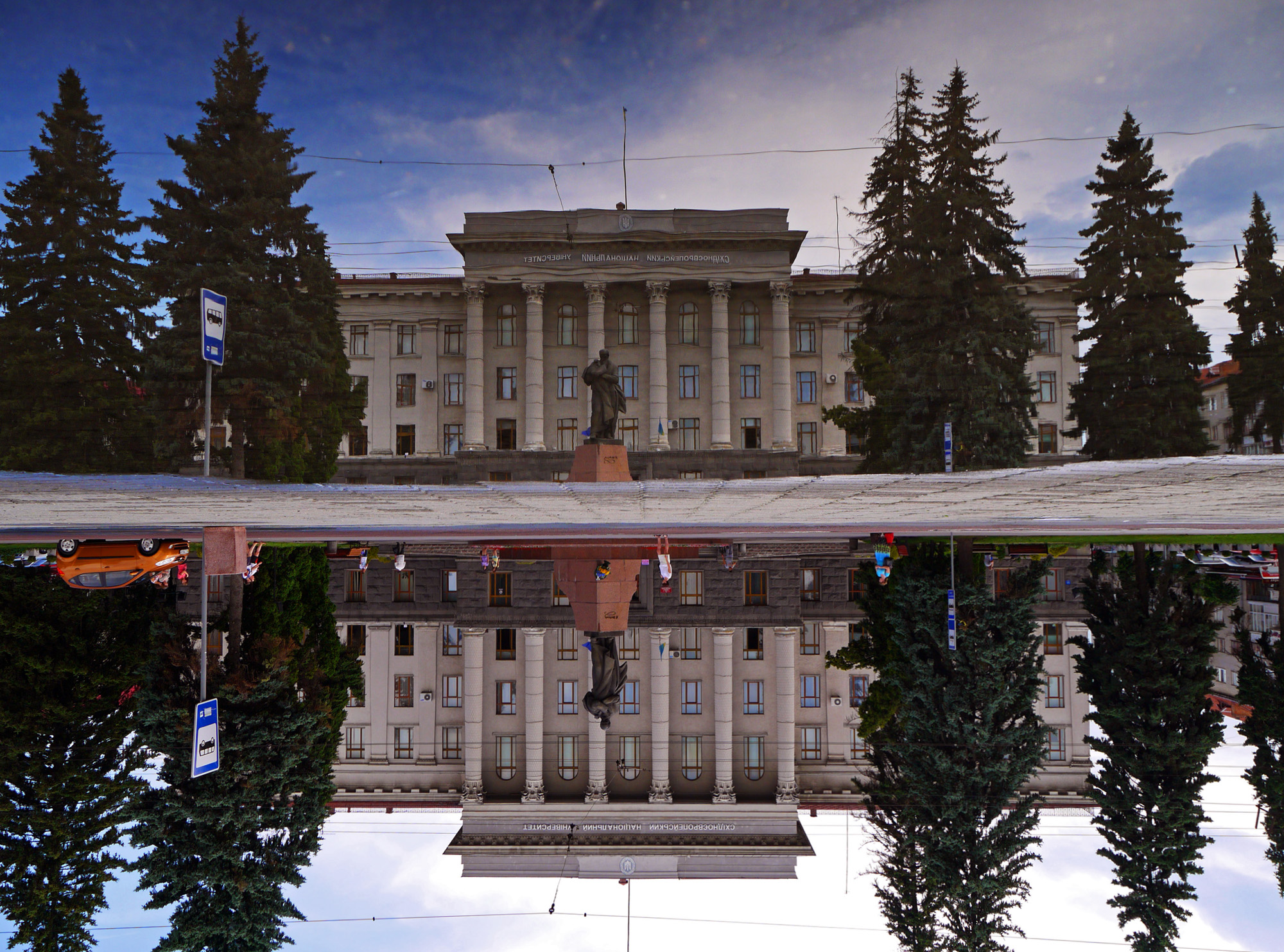
Локація пам’ятника на проспекті Волі
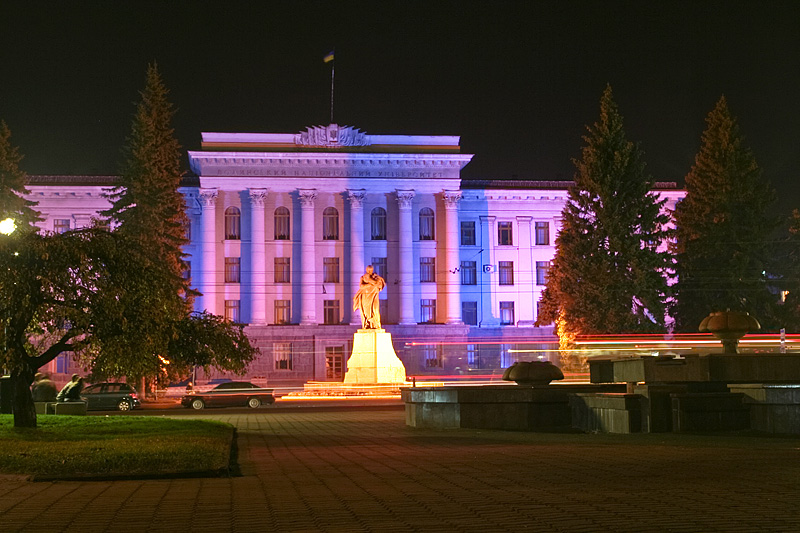
Вигляд з іншого ракурсу